# Prova dell'acqua amara

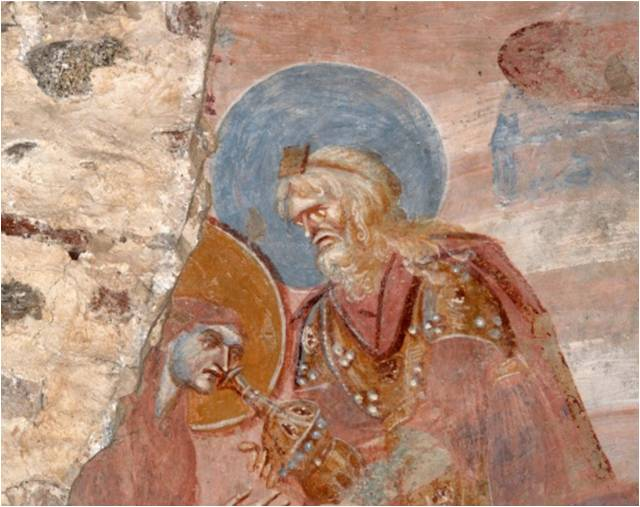
La prova delle acque amare come rappresentata in un affresco raffigurante Maria e il sacerdote in una scena tratta dai vangeli apocrifi (VI-X sec.) nella chiesa di Santa Maria foris portas a Castelseprio (VA).

La prova dell'acqua amara è un rito narrato nel libro dei Numeri 5,11-31. Era un gesto simbolico davanti all'altare di Yahweh, parallelo ad altri riti nel Codice di Hammurabi. 
Se una donna era sospettata di tradimento veniva portata dal sacerdote e fatta stare al cospetto di Jahve. Poi il sacerdote dopo aver preso dell'acqua santa in un vaso di terracotta con l'aggiunta di polvere del suolo della Dimora, faceva giurare la donna e in fine le dava da bere l'acqua santa. Se la moglie era stata infedele a suo marito, l'acqua di maledizione sarebbe entrata in lei come acqua amara. cit.: '...le si gonfierà il ventre e il suo sesso avvizzirà e questa donna sarà oggetto di imprecazione in mezzo al suo popolo'.